# プッカ (菓子)

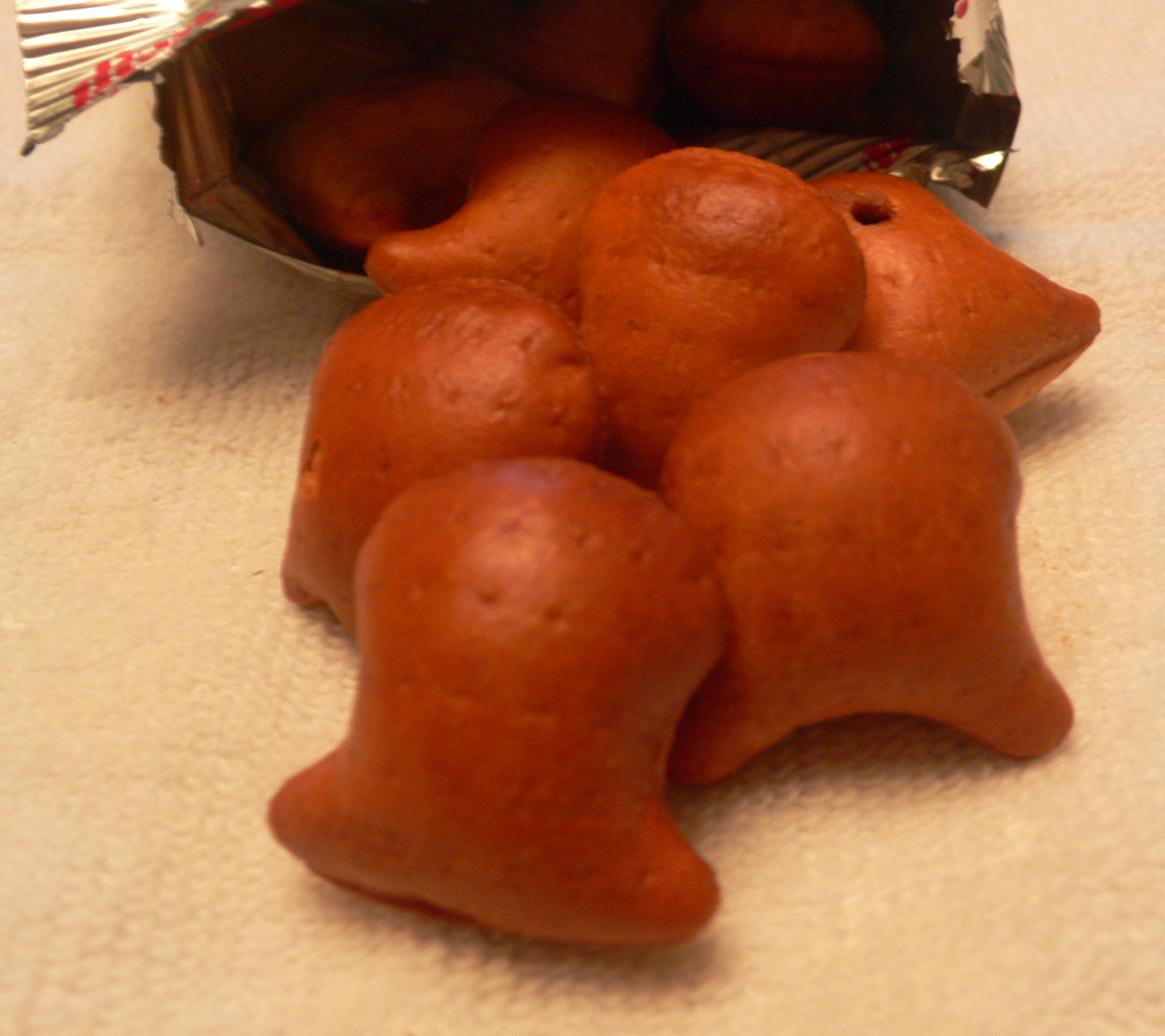
プッカ

プッカは、株式会社明治から発売されているチョコレート菓子で、同社のロングセラー商品のひとつ。

## 概要
1997年8月5日、明治の前身である明治製菓（当時）から発売された。
魚の形（レギュラー4種類・新種4種類・レア1種類）を模したプレッツェルに、チョコレートが注入されている。また、期間限定でさまざまな味のものが発売されている。
過去にはお笑いコンビのナインティナインなどが出演するテレビCMが放映された。